# Варшава
Варша́ва (пол. Warszawa, МФА: [varˈʂava]о файле) — столица и крупнейший по численности населения город Польши.
Город стал столицей в 1596 году, когда после пожара в Вавельском замке в Кракове король Сигизмунд III перенёс сюда свою резиденцию. Столичный статус города был подтверждён только в Конституции 1791 года.
Через город протекает река Висла, разделяющая его приблизительно поровну.

## Этимология
Впервые название города было упомянуто в рукописях XIV века в виде Warseuiensis (1321) и Varschewia (1342), а в XV веке — как Warschouia (1482).
Большинство историков и лингвистов считает, что название города произошло от притяжательного прилагательного Warszewa (или Warszowa) от имени Warsz (популярного в Средневековье сокращения имени Warcisław, Wrocisław).
Смена названия с Warszewa на Warszawa произошла в XVI веке, и связано это было с особенностями мазовецкого диалекта, на территории распространения которого расположена Варшава. В этом диалекте до конца XV века гласный a переходил в e после мягких согласных (а sz в польском языке в то время был мягким). В XV веке формы с вторичным e считались диалектными, поэтому люди, старавшиеся говорить на литературном языке, заменяли их формами с a. В случае с Варшавой же произошла замена этимологически правильной формы на гиперкорректную.
Название Варшава может происходить и от венгерского város, варош «укреплённый город».
В народе же распространено мнение, что название Warszawa появилось в результате соединения имени рыбака по имени Wars и русалки, прозванной Sawa, на которой рыбак женился. Образ Русалки Савы стал символом Варшавы.
Существует и легенда об основании Варшавы. Некий князь (властелин) по имени Казимир, заблудившись на охоте, набрёл на бедную рыбацкую хижину на берегу Вислы. Там он обнаружил молодую рыбачку, только родившую близнецов с именами Варш и Сава. Казимир стал их крёстным отцом и наградил семью рыбака за гостеприимство. Рыбак на эти деньги построил дом, вокруг которого стали селиться другие рыбаки, что положило начало Варшаве.

## Символика
Главным символом Варшавы, безусловно, считается Варшавская русалка. Её изображение можно встретить на гербе города. На Рыночной площади фольклорному существу поставлен памятник в стиле городской скульптуры.
Герб Варшавы представляет собой красный французский щит, ленту с девизом, королевскую корону на верхней границе щита и Серебряный крест ордена Военных заслуг (Virtuti Militari) у язычка щита.
Флаг Варшавы состоит из двух равновеликих горизонтальных полос красного и жёлтого окраса. Полотно должно быть исполнено в пропорции 5:8.

## Климат
Климат Варшавы — умеренно континентальный, с мягкой зимой и тёплым, влажным летом. Средняя температура зимой — от +2 °C до −5 °C, летом — от +15 °C до +20 °C.
Климат Варшавы — один из наиболее комфортных среди городов умеренного пояса, жара выше +30 °C бывает редко и кратковременно, морозы ниже −15 °C также бывают редко. Осень затяжная и тёплая, весна приходит постепенно.
| Показатель                    | Янв.  | Фев.  | Март  | Апр. | Май  | Июнь | Июль | Авг. | Сен. | Окт. | Нояб. | Дек.  | Год   |
| ----------------------------- | ----- | ----- | ----- | ---- | ---- | ---- | ---- | ---- | ---- | ---- | ----- | ----- | ----- |
| Абсолютный максимум, °C       | 13,8  | 17,2  | 22,9  | 30,4 | 32,8 | 35,3 | 35,9 | 37,0 | 34,5 | 25,9 | 19,2  | 15,4  | 37,0  |
| Средний суточный максимум, °C | 1,0   | 2,7   | 7,4   | 14,5 | 19,8 | 23,1 | 25,2 | 24,7 | 19,0 | 12,9 | 6,5   | 2,3   | 13,2  |
| Средняя температура, °C       | −1,5  | −0,5  | 3,2   | 9,2  | 14,3 | 17,7 | 19,7 | 19,1 | 14,0 | 8,7  | 3,8   | −0,1  | 9,0   |
| Средний суточный минимум, °C  | −4    | −3,3  | −0,6  | 4,0  | 8,8  | 12,4 | 14,5 | 13,9 | 9,5  | 5,0  | 1,3   | −2,5  | 4,9   |
| Абсолютный минимум, °C        | −30,7 | −27,6 | −22,6 | −6,9 | −3,1 | 1,8  | 4,6  | 3,0  | −1,6 | −9,6 | −17   | −24,8 | −30,7 |
| Норма осадков, мм             | 31    | 29    | 28    | 35   | 54   | 62   | 81   | 60   | 48   | 37   | 34    | 34    | 533   |
| Источник:                     |       |       |       |      |      |      |      |      |      |      |       |       |       |

## История

### Средневековье
Документально установлено, что с X века на территории современной Варшавы располагалось несколько поселений, среди которых наибольшего могущества достигли Bródno (то есть «брод», «переправа»), Jazdów и Kamion. Несмотря на это, первые деревянные постройки в Варшаве были сооружены мазовшанами в XII веке, а каменные — уже в целях обороны от Тевтонского ордена — в XIV веке.

### Новое время
В начале XV—XVI веков Варшава — столица Мазовецкого княжества, в 1596—1795 — резиденция польских королей и великих князей литовских, в 1791—1795 — столица Речи Посполитой, в 1807—1813 — Варшавского герцогства (фактически под французским протекторатом), с 1815 по 1915 год — царства Польского (во владении Российской империи).
В XVI—XIX веках в Варшаве действовали бернардинцы, которые построили в городе монастырь и костёл.

### Новейшее время
С 1918 по 1939 год Варшава являлась столицей Польской Республики, а с 1952 по 1989 год — столицей Польской Народной Республики.
9 Мая 1919 года в Модлине, Ломже и Варшаве была сформирована, 8-я пехотная дивизия (8 Dywizja Piechoty).
В период оккупации 1939—1944 годов во время Второй мировой войны административный центр генерал-губернаторства располагался в Кракове.
На протяжении Второй мировой войны центральная Польша, в частности Варшава, были под властью Генеральной губернии, нацистской колониальной администрации. Все учреждения высшего образования были закрыты и всё еврейское население Варшавы — несколько сотен тысяч, приблизительно 30 % населения города — отправлено в Варшавское гетто. 19 апреля 1943 года поступил указ уничтожить гетто (это была часть гитлеровского «окончательного решения»). Евреи начали восстание, которое продолжалось почти месяц. Когда борьба закончилась, почти всех уцелевших уничтожили, только некоторые смогли сбежать или спрятаться.
В июле 1944 года Красная Армия вошла глубоко на польскую территорию, преследуя немцев на варшавском направлении. Польское правительство в изгнании, которое находилось в Лондоне, отдало приказ подпольной Армии Крайовой (AK) освободить Варшаву от нацистов как раз перед приходом Красной Армии. И 1 августа 1944 года (ровно за месяц до 5-летней годовщины нападения Германии на Польшу), когда 2-я танковая армия не вела активных наступательных действий и закреплялась на достигнутых рубежах, АК начала восстание, которое длилось 63 дня, но, в конце концов, завершилось капитуляцией. Пленных повстанцев отконвоировали в лагеря пленных в Германии, а гражданское население депортировали. Гитлер, пренебрегая согласованными условиями капитуляции, приказал полностью уничтожить город, библиотеки и музеи вывести в Германию или сжечь. Около 85 % города было уничтожено, в частности, исторические места: Старе Място и Королевский замок.
Варшава была освобождена 17 января 1945 года советскими войсками в результате Висло-Одерской операции (см. также Польша во Второй мировой войне).
После Второй мировой войны город был восстановлен. Однако лишь наиболее старинная часть города, а именно Старый город, Новый город и Королевский тракт, а также отдельные ценные в памятно-архитектурном плане объекты были отреставрированы в исторической, хотя далеко не всегда в их исконной форме. Так, например, в Старом городе за тщательно восстановленными фасадами скрываются современные по критериям послевоенного времени квартиры с совершенно иной планировкой и оснащением, нежели их исторические предшественники до 1939 года.

## Административное деление
После административной реформы 2002 года Варшава является повятом, состоящим из 1 гмины, которая, в свою очередь, делится на 18 дзельниц (районов).
| Бялоленка Беляны Бемово Жолибож Прага Пулноц Таргувек Средместье Воля Охота Влохи Урсус Мокотув Вавер Прага Полудне Рембертув Весола Урсынув Вилянув | \| Оригинальное название \| Русское название \| Население (2017)[1] \| Площадь[1] \| \| --------------------- \| -------------------- \| ------------------- \| ---------- \| \| Mokotów \| Мокотув \| 217 815 \| 35,42 км² \| \| Praga Południe \| Прага Полудне (Юг) \| 178 447 \| 22,38 км² \| \| Wola \| Воля \| 138 508 \| 19,26 км² \| \| Ursynów \| Урсынув \| 149 843 \| 43,79 км² \| \| Bielany \| Беляны \| 131 957 \| 32,34 км² \| \| Śródmieście \| Средместье \| 118 301 \| 15,57 км² \| \| Targówek \| Таргувек \| 123 535 \| 24,22 км² \| \| Bemowo \| Бемово \| 120 449 \| 24,95 км² \| \| Ochota \| Охота \| 83 592 \| 9,72 км² \| \| Praga Północ \| Прага Пулноц (Север) \| 65 904 \| 11,42 км² \| \| Białołęka \| Бялоленка \| 116 127 \| 73,04 км² \| \| Wawer \| Вавер \| 74 932 \| 79,7 км² \| \| Żoliborz \| Жолибож \| 50 825 \| 8,47 км² \| \| Ursus \| Урсус \| 58 233 \| 9,36 км² \| \| Włochy \| Влохи \| 41 243 \| 28,63 км² \| \| Rembertów \| Рембертув \| 24 105 \| 19,30 км² \| \| Wesoła \| Весола \| 24 811 \| 22,94 км² \| \| Wilanów \| Вилянув \| 35 170 \| 36,73 км² \| \| Всего \| \| 1 753 977 \| 517,24 км² \| |                  |            |
| Оригинальное название | Русское название | Население (2017) | Площадь    |
| Mokotów | Мокотув | 217 815          | 35,42 км²  |
| Praga Południe | Прага Полудне (Юг) | 178 447          | 22,38 км²  |
| Wola | Воля | 138 508          | 19,26 км²  |
| Ursynów | Урсынув | 149 843          | 43,79 км²  |
| Bielany | Беляны | 131 957          | 32,34 км²  |
| Śródmieście | Средместье | 118 301          | 15,57 км²  |
| Targówek | Таргувек | 123 535          | 24,22 км²  |
| Bemowo | Бемово | 120 449          | 24,95 км²  |
| Ochota | Охота | 83 592           | 9,72 км²   |
| Praga Północ | Прага Пулноц (Север) | 65 904           | 11,42 км²  |
| Białołęka | Бялоленка | 116 127          | 73,04 км²  |
| Wawer | Вавер | 74 932           | 79,7 км²   |
| Żoliborz | Жолибож | 50 825           | 8,47 км²   |
| Ursus | Урсус | 58 233           | 9,36 км²   |
| Włochy | Влохи | 41 243           | 28,63 км²  |
| Rembertów | Рембертув | 24 105           | 19,30 км²  |
| Wesoła | Весола | 24 811           | 22,94 км²  |
| Wilanów | Вилянув | 35 170           | 36,73 км²  |
| Всего | | 1 753 977        | 517,24 км² |

## Органы власти

### Президенты
| Имя               | Имя                         | Начало полномочий | Окончание полномочий | Партия                               |
| ----------------- | --------------------------- | ----------------- | -------------------- | ------------------------------------ |
|                   | Ежи Болеславский            | 5 декабря 1986    | 3 января 1990        | Польская объединённая рабочая партия |
|                   | Станислав Выгановский       | 30 января 1990    | 5 октября 1994       | Солидарность                         |
|                   | Мечислав Барея              | 5 октября 1994    | 3 ноября 1994        | Демократическая партия               |
|                   | Мартин Свентицкий           | 3 ноября 1994     | 30 марта 1999        | Союз свободы                         |
| Павел Пискорский  | 30 марта 1999               | 14 января 2002    |                      | Союз свободы                         |
|                   | Войцех Козак                | 14 января 2002    | 18 ноября 2002       | Гражданская платформа                |
|                   | Лех Качиньский              | 18 ноября 2002    | 22 декабря 2005      | Право и справедливость               |
|                   | Мирослав Кохальский (и. о.) | 9 февраля 2006    | 20 июля 2006         | Беспартийный                         |
|                   | Казимеж Мартцинкевич        | 20 июля 2006      | 2 декабря 2006       | Право и справедливость               |
|                   | Ханна Гронкевич-Вальц       | 2 декабря 2006    | 22 ноября 2018       | Гражданская платформа                |
| Рафал Тшасковский | 22 ноября 2018              | настоящее время   |                      | Гражданская платформа                |

### Обер-полицмейстеры
В Варшаве до 1833 года полиция составляла одно из отделений муниципального управления города под ведением президента. Постановлением Совета управления Царства Польского от 20 июня (2 июля) 1833 года исполнительная полиция отделена от административной и передана в ведение вице-президента города Варшавы. Затем Высочайшим повелением, объявленным Советом управления Царства от 12 (24) октября 1839 года, вице-президенту города дано наименование Варшавского обер-полицмейстера.
| Ф. И. О.                            | Титул, чин, звание                                                       | Время замещения должности |
| ----------------------------------- | ------------------------------------------------------------------------ | ------------------------- |
| Стороженко Андрей Яковлевич         | генерал-майор                                                            | 12.10.1839—20.05.1842     |
| Соболев Михаил Иванович             | генерал-майор                                                            | 20.05.1842—01.04.1844     |
| Абрамович Игнатий Ефимович          | генерал-майор                                                            | 01.04.1844—28.08.1851     |
| Горлов Василий Михайлович           | генерал-майор                                                            | 28.08.1851—25.11.1856     |
| Аничков Владимир Иванович           | генерал-майор                                                            | 25.11.1856—30.11.1860     |
| Трепов Фёдор Фёдорович              | полковник                                                                | 30.11.1860—10.03.1861     |
| Розвадовский Константин Аполлонович | граф, генерал-майор                                                      | 10.03.1861—19.09.1861     |
| Пилсудский Константин Иванович      | генерал-майор                                                            | 19.09.1861—27.07.1862     |
| Муханов Сергей Сергеевич            | полковник                                                                | 27.07.1862—20.03.1863     |
| Левшин Лев Герасимович              | генерал-майор                                                            | 20.03.1863—04.01.1864     |
| Фредерикс Платон Александрович      | барон, генерал-майор                                                     | 04.01.1864—21.07.1866     |
| Власов Георгий Петрович             | генерал-майор (генерал-лейтенант)                                        | 21.07.1866—08.03.1879     |
| Бутурлин Николай Николаевич         | генерал-майор                                                            | 08.03.1879—12.04.1884     |
| Толстой Сергей Иванович             | генерал-майор                                                            | 29.04.1884—13.02.1888     |
| Клейгельс Николай Васильевич        | полковник, и. д. (утверждён с производством в генерал-майоры в 1891)     | 16.02.1888—06.12.1895     |
| Грессер Карл Аполлонович            | полковник, и. д.                                                         | 30.12.1895—04.05.1898     |
| Лихачёв Александр Никодимович       | полковник, и. д. (утверждён с производством в генерал-майоры 06.12.1901) | 12.08.1898—1905           |
| Мейер Пётр Петрович                 | полковник, и. д. (утверждён с производством в генерал-майоры 06.12.1909) | 09.05.1905—15.08.1916     |

### Городской совет
Законодательная власть в Варшаве представлена Городским советом, состоящим из 60 депутатов и избираемым жителями Варшавы на пятилетний срок.

## Население
На увеличение и эволюцию городского населения Варшавы долгое время влияло то, что город был одним из перевалочных пунктов торговых путей и трансъевропейских миграций. Это обстоятельство не могло не отразиться как на численности, так и на национальном составе населения. Таким образом ранее, до становления города как центра промышленности и услуг, население состояло преимущественно из торговых групп. Согласно переписи населения 1897, из 638 000 жителей около 219 000, а это примерно 34 %, были евреями по национальности. Многоликость и многонациональность населения особым образом повлияли на культуру города. Будучи домом для многих разных идей и течений, Варшава за свою более чем 300-летнюю историю приобрела прозвища «Восточный Париж», «Второй Париж».
Соотношение женского и мужского населения: ~54 % женщин и ~46 % мужчин. По состоянию на 2023 год в Варшаве проживает 1 861 644 человека, а с учётом туристов и постоянных посетителей в Варшаве ежедневно находится около 2243 тысячи человек.
| 1700       | 1750       | 1770       | 1792       | 1800       | 1830       | 1850       | 1882       | 1897       |
| ---------- | ---------- | ---------- | ---------- | ---------- | ---------- | ---------- | ---------- | ---------- |
| 30 000     | ↘25 000    | ↗40 000    | ↗100 000   | ↘63 400    | ↗139 700   | ↗163 600   | ↗383 000   | ↗638 000   |
| 1900       | 1925       | 1939       | 1945       | 1956       | 1960       | 1970       | 1975       | 1980       |
| ↗686 000   | ↗1 003 000 | ↗1 300 000 | ↘422 000   | ↗1 000 000 | ↗1 139 200 | ↗1 315 600 | ↗1 436 100 | ↗1 596 100 |
| 1990       | 2002       | 2004       | 2005       | 2006       | 2011       | 2012       | 2013       | 2014       |
| ↗1 611 800 | ↗1 707 100 | ↘1 676 600 | ↗1 694 825 | ↗1 700 536 | ↗1 708 491 | ↗1 715 517 | ↗1 724 404 | ↗1 735 442 |
| 2015       | 2016       | 2017       | 2018       | 2019[…]    | 2021       | 2024       |            |            |
| ↗1 744 351 | ↗1 753 977 | ↗1 764 615 | ↗1 777 972 | ↗1 790 658 | ↗1 860 281 | ↗1 862 402 |            |            |

## Экономика
Доля Варшавы в экономике Польши — 15 % ВВП. Безработица — 1,8 % (2008).

## Транспорт
Внутригородской общественный транспорт Варшавы представлен множеством автобусных маршрутов, трамвайной сетью, состоящей из трёх десятков линий, городской электричкой и системой метрополитена. Проезд осуществляется по билетам, которые можно купить в билетомате или в самом транспорте (водители билеты не продают); все билеты универсальны, разделения по видам транспорта нет.
В Варшаве действует крупнейший в Польше международный аэропорт (Варшавский аэропорт имени Фредерика Шопена), аэропорт Варшава/Модлин (в 49 километрах к северу от центра) и два ж/д вокзала.
С июля 2024 года в Варшаве создали «Чистую транспортную зону», которая охватывает центральные районы города и ограничивает въезд для старых и неэкологичных автомобилей (ограничения вводятся поэтапно до 2032 года).
В Варшаве зарегистрировано 1 342 196 транспортных средств, что в пересчёте составляет 720 автомобилей на тысячу жителей.

## Архитектура
В наше время Варшава — это смесь разнообразных архитектурных стилей, во многом благодаря насыщенной истории как Польши, так и самой столицы.
Во время Второй мировой войны старый город был практически полностью уничтожен и восстановлен лишь в послевоенные годы. Например, королевский дворец (историческое сердце Варшавы) был отстроен только в 1970-е и 1980-е годы, причём отдельные реставрационные работы идут до сих пор. Исторический центр Варшавы включён в список Всемирного наследия как примерный образец доскональной реставрации уничтоженного исторического наследия.
Времена ПНР оставили после себя здания в стиле сталинского ампира. Несколько значимых исторических памятников были воссозданы уже после падения коммунистического режима.
В последние десятилетия панорама города обогатилась современными небоскрёбами (в т. ч. самым высоким в ЕС) и бизнес-центрами.
Религиозные здания города включают множество католических и несколько протестантских храмов, а также Троицкую церковь, являющуюся центром коптского христианства в Польше.
- Дворцы Варшавы
- Дворец Чапских
- Королевский дворец
- Вилянувский дворец
- Дворец Острожских
- Дворец культуры и науки
- Президентский дворец
- Лазенковский дворец
- Дворец Млодзеёвских
- Уяздовский замок
- Дворец Браницких
- Дворец Красинских

## Культура
Национальный музей, Археологический музей, Аптека-музей имени Антонины Лесневской, Музей икон, Варшавский музей современного искусства, Железнодорожный музей, Музей Азии и Тихого океана, Музей Варшавского восстания, Музей Варшавы, Музей Войска польского, Музей истории польских евреев Полин, Музей истории Польши, Музей Марии Склодовской-Кюри, Музей Фридерика Шопена, Национальный этнографический музей, Центр науки «Коперник».
Большой театр, Национальный театр, Польский театр, музыкальный театр «Рома», Современный театр, Театр на Воли и др. Международный музыкальный фестиваль «Варшавская осень», организованный в 1956 Тадеушем Бердом и Казимиром Сероцким.
Проходит Варшавский кинофестиваль.

### Печать
Варшава является штаб-квартирой издательского дела, поэтому здесь расположены большинство крупных польских ежедневных газет (Gazeta Wyborcza, Fakt, Super Express, Rzeczpospolita, Dziennik Gazeta Prawna) и еженедельников (Uważam Rze, Polityka, Newsweek Polska, Wprost, Gazeta Polska, Przegląd); среди газет, освещающих только новости столицы, можно упомянуть Życie Warszawy («Варшавская жизнь»); среди приложений к общенациональным газетам, освещающим новости из столицы, — «Газета Столечна» (приложение к «Газете Выборча»), ежемесячные журналы «Столица» (раз в неделю) и «Курьер Варшавский», а также периодическое издание «Кроника Варшавы».
Железнодорожный курьер (Kurjer Kolejowy) — ежемесячный иллюстрированный журнал с ежедневными приложениями, издавался в Варшаве с 1896 года.

### Образование
- Варшавский университет (Uniwersytet Warszawski)
- Варшавский политехнический институт (Politechnika Warszawska)
- Университет социальной психологии и гуманитарных наук (SWPS Uniwersytet Humanistycznospołeczny)
- Варшавская школа экономики (Szkoła Główna Handlowa)
- Высшая школа сельского хозяйства (Szkoła Główna Gospodarstwa Wiejskiego)
- Варшавская медицинская академия (Akademia Medyczna w Warszawie)
- Музыкальная академия им. Фредерика Шопена (Akademia Muzyczna im. Fryderyka Chopina)
- Театральная академия имени Александра Зельверовича (Akademia Teatralna im. Aleksandra Zelwerowicza)
- Университет кардинала С. Вышиньского (Uniwersytet Kardynała Stefana Wyszyńskiego)
- Военная техническая академия (Wojskowa Akademia Techniczna)
- Академия военного искусства (Akademia Sztuki Wojennej)
- Академия физкультуры (Akademia Wychowania Fizycznego w Warszawie)
- Академия изящных искусств (Akademia Sztuk Pięknych w Warszawie)

Всего в городе около полумиллиона учащихся (29 % населения города, оценка 2002 года), из них более 255 тыс. — студенты высших учебных заведений.

### Спорт
- «Легия» (Legia Warszawa) — варшавская футбольная команда, выступающая в высшей польской лиге (Экстракласса). Основана в 1916 году. Чемпион Польши: 1955, 1956, 1969, 1970, 1994, 1995, 2002, 2006, 2013, 2014, 2016, 2017. Обладатель кубка Польши: 1955, 1956, 1964, 1966, 1973, 1980, 1981, 1989, 1990, 1995, 1996, 1997, 2008, 2011, 2012, 2013. Обладатель польского суперкубка: 1989, 1994, 1997, 2008.
- «Полония» (Polonia Warszawa) — варшавская футбольная команда, выступавшая в высшей польской лиге (Экстракласса) до 2012/2013 года, после чего из-за финансовых проблем была вынуждена перебраться в Четвёртую лигу. Основана в 1911 году. Чемпион Польши: 1946, 2000. Обладатель кубка Польши: 1952, 2001. Обладатель польского суперкубка: 2000.
- «Гвардия» — футбольный клуб из Варшавы. Основан в 1948 году. Серебряный медалист чемпионата Польши 1957 года, бронзовый медалист чемпионата Польши 1959 года и 1973 года, обладатель Кубка Польши 1954 года, финалист Кубка Польши 1974 года и участник первого розыгрыша Кубка чемпионов. В сезоне 2013/2014 играет в лиге Класс А — седьмой лиге Польши по футболу.

### Спортивные сооружения
Стадион Десятилетия, крупнейший стадион в Варшаве, функционировавший в 1955—2007 годы, снесён, теперь на его месте создан Национальный стадион, который открылся в 2011 году (построен в ходе подготовки к проведению чемпионата Европы по футболу 2012 года). Вмещает 59 520 зрителей.
Кроме того, имеется Стадион Полонии, домашняя арена ФК «Полония» (Polonia Warszawa) вместимостью 7150 мест, а также домашний стадион ФК «Легия» (Legia Warszawa) — Пепси-Арена (Стадион Войска Польского) на 31 103 места.
В Варшаве также есть ипподром, несколько крытых катков, конькобежный трек «Стегний», десятки круглогодичных бассейнов, теннисные корты и сотни мелких и крупных спортивных объектов.
Здесь также расположены штаб-квартиры Национального спортивного центра и Олимпийского центра.

## Достопримечательности
Главными достопримечательностями Варшавы являются Старый город с комплексом восстановленных после войны зданий, включая собор Иоанна Крестителя; замковая площадь с королевским замком и колонной Сигизмунда; отходящий на юг от нее прогулочный проспект Краковское предместье с барочными церквями кармелитов и Святого Креста и воссозданными дворцами. Наиболее известным сооружением в современной части города является дворец культуры и науки. За пределами центральных районов Варшавы, в 8 км от центра находится дворцово-парковый ансамбль Вилянув.
В 1980 году исторический центр Варшавы был внесён в список всемирного наследия ЮНЕСКО как «выдающийся пример почти полного воссоздания городского облика». 

## Почётные граждане
- Иоанн Павел II (1920—2005) — папа римский (1978—2005).
- Склодовская-Кюри, Мария (1867—1934) — польско-французский учёный-экспериментатор (физик, химик), педагог, общественный деятель. Дважды лауреат Нобелевской премии.
- Пилсудский, Юзеф (1867—1935) — польский государственный и политический деятель, первый глава возрождённого польского государства, основатель польской армии.
- Падеревский, Игнаций Ян (1860—1941) — польский пианист, композитор, государственный и общественный деятель.
- Халлер, Юзеф (1873—1960) — польский генерал.
- Желиговский, Люциан (1865—1947) — польский генерал и политический деятель.
- Вейган, Максим (1867—1965) — французский военный деятель.
- Гувер, Герберт Кларк (1874—1964) — тридцать первый президент США.
- Фош, Фердинанд (1851—1929) — французский военный деятель, Маршал Франции.
- Гейштор, Александр (1916—1999) — польский историк, президент Польской академии наук.
- Качоровский, Рышард (1919—2010) — польский государственный деятель.
- Каминьский, Францишек (1902—2000) — генерал дивизии Войска Польского.
- Бартошевский, Владислав (1922—2015) — польский историк, публицист, дипломат, государственный деятель.
- Глемп, Юзеф (1929—2013) — кардинал
- Эдельман, Марек (1919—2009) — польский и еврейский общественный деятель, кардиолог, последний руководитель восстания в Варшавском гетто.
- Пешковский, Здзислав (1918—2007) — католический пресвитер, доктор философии.
- Сендлер, Ирена (1910—2008) — польская активистка движения сопротивления.
- Валенса, Лех (род. 1943) — польский политический деятель, активист и защитник прав человека, прежний руководитель независимого профсоюза «Солидарность», президент Польши (1990—1995). Лауреат Нобелевской премии мира 1983 года.
- Аксер, Эрвин (1917—2012) — польский театральный режиссёр
- Далай-лама XIV (род. 1935) — духовный лидер буддистов. Лауреат Нобелевской премии мира 1989 года.
- Пилецкий, Витольд (1901—1948) — организатор движения сопротивления в концентрационном лагере Освенцим.
- Мазовецкий, Тадеуш (1927—2013) — польский политик, один из лидеров движения «Солидарность» и первый посткоммунистический премьер-министр Польши (1989—1991).
- Качиньский, Лех (1949—2010) — президент Польши (2005—2010).
- Квасьневский, Александр (род. 1954) — польский государственный и политический деятель, президент Польской Республики (1995—2005).
- Скаржиньский, Хенрык (род. 1954) — польский врач, оториноларинголог, аудиолог, фониатр, создатель и директор Варшавского Института Физиологии и Патологии Слуха и Международного Центра Слуха и Речи.
- Дэвис, Норман (род. 1939) — британский историк.
- Бузек, Ежи (род. 1940) — польский политик, премьер-министр Польши (1997—2001), председатель Европарламента (2009)[30].

## Города-побратимы
Варшава является городом — побратимом следующих городов:
- Ковентри, Великобритания (1957)
- Сан-Диего, США (1960)
- Чикаго, США (1960)[33]
- Мадрид, Испания (1981)
- Дюссельдорф, Германия (1989)
- Регион Иль-де-Франс, Франция (1990)
- Торонто, Канада (1990)
- Хамамацу, Япония (1990)
- Берлин, Германия (1991)
- Гаага, Нидерланды (1991)
- Стамбул, Турция (1991)
- Тель-Авив, Израиль (1992)
- Харбин, Китай (1993)
- Киев, Украина (1994)
- Сент-Этьен, Франция (1995)
- Тайбэй, Тайвань (1995)
- Сеул, Республика Корея (1996)
- Рио-де-Жанейро, Бразилия (1997)
- Вильнюс, Литва (1998)
- Париж, Франция (1999, город-партнёр)
- Ханой, Вьетнам (2000)
- Вена, Австрия (2001)
- Астана, Казахстан (2002)
- Рига, Латвия (2002)
- Будапешт, Венгрия (2005)
- Осло, Норвегия (2005)
- Бангкок, Таиланд (2010)
- Харьков, Украина (2011)

Варшава из-за вторжения России на Украину расторгла соглашения с российскими городами:
- Москва, Россия (1993—2022)
- Грозный, Россия (1997—2022)
- Смоленск, Россия (2002—2022)
- Санкт-Петербург, Россия (1997—2022)

## В астрономии
В честь Варшавы назван астероид (1263) Варшавия, открытый 23 марта 1933 года бельгийским астрономом Сильвеном Ареном в Королевской обсерватории Бельгии.